# Mridangam
A mridangam ütős hangszer Dél-Indiából. Ez szolgál elsősorban zenei-ritmikus kíséretnek a vallásos zenékhez. Szokták még mridanga, mrudangam és mrithangam néven is említeni.

## Történet
Az ősi hindu szobrászatban, festészetben és mitológiában a mridangamot gyakran úgy ábrázolják, mint a különböző főbb istenségek hangszerét, beleértve Nandit (bikaisten) és Ganeshat (elefántfejű isten). Nandi volt a kísérete és egyben társa is Shivának. Úgy tartják, hogy mridangamon játszott Siva misztikus Tandava táncát kísérve, az isteni ritmust lehozva a Földre a mennyországból. Ezért a mridangamot úgy is ismerik, mint „Deva Vaadyam”, azaz „Az istenek hangszere”. A „mridangam” kifejezés a szanszkrit „Mrid” (agyag vagy föld) és „Ang” (test) szavakból származik. A régebbi mridangamok megkeményített agyagból készültek.
Az évek során a mridangamot különböző fajta fákból is készítették, hogy tartósabbak legyenek. Manapság a dob testét kenyérfa fából készítik. Sokan úgy gondolják[pontosabban?], hogy a tabla a mridangam Észak Indiai változata, amelyet először úgy készítettek, hogy félbevágták a mridangamot. A mridangam változásával együtt fejlődött a tala (ritmus) rendszer is. A tala rendszer a legteljesebb ütő ritmikus rendszer Dél-Indiában a klasszikus zenék bármely változata közül.
Az évek múlásával és különösen a XX. század elején a mridangamnak számos nagyszerű mestere volt és elkerülhetetlenné vált, hogy különböző „iskolák” jelenjenek meg, eltérő játékstílust oktatva. Ilyenek például a puddukottai és a thanjavuri iskolák. A virtuózok Pazhani Subramanium Pillai, Palghat Mani Iyer, és C.S. Murugabhupathy adták tudásukat a művészethez, melyet a Mridangam Trinity (szentháromság)-nak neveznek. Létezik egy másik stílus is: a Saakotai Rangu Iyenga és Mahaguru Kumbakonam Azhaganambi Pilla keverékeként ismert legendás Mahaguru Kumbakonam Rajappa Iyer. Kiváló mridangam mesterek a napjainkban: Umayalpuram Sivaraman, T.K. Murthy, Trichy Sankaran, Palghat Raghu, Guruvayur Dorai, Srimushnam Raja Rao, Karaikudi Mani, Vellore Ramabhadran, Tiruvarur Bhaktavatsalam, és Mannargudi Easwaran.

## Fizikai felépítés
A mridangam egy kétoldalú dob, melynek teste üreges majomkenyérfából készül. A dob két vége kecskebőrrel van fedve és bőr fűzőkkel vannak egymáshoz rögzítve, melyek a dob testén kívül húzódnak. Ezek a szíjak igen erősen vannak meghúzva, hogy megfeszítsék a doboló felületeket, melyek így rezonálni tudnak ütéskor.
Ezek a felületek különböző átmérővel rendelkeznek azért, hogy a basszust és a magas hangokat egyazon dobbal lehessen előállítani.
A basszus átmérőt úgy hívják „thoppi” vagy „eda bhaaga”, a kisebbiket „valanthalai” vagy „bala bhaaga”. A kisebbik membrán, amikor megütik egy magasabb rezgésszámú hangot ad fémes csengéssel. A szélesebb apertúra alacsonyabb frekvenciájú hangokat ad.
A kecskebőr a kisebbik átmérőjű részen be van fedve a közepén egy fekete korongszerű pasztával, melyet rizslisztből, ferro-oxidos porból és keményítőenyvből készítenek. Ezt a fekete pasztát úgy hívják „sAtham” vagy „karnai” és ez ad a mridangának fémes csengést. A két inhomogén körkörös membrán kombinációjaként áll elő az egyedi, harmonikus és színes hangzás. Ezeket a harmonikus számításokat matematikusok úttörő munkái nyomán Nobel-díjas fizikusok készítették. (nem értelmezhető, milyen számításokról ír a szerk.) 

## A készítés módja
A bőrrész a szélesebb átmérőnél be van fedve egy pasztával, amit nedvesen, foltszerűen visznek fel rá. Ez a paszta rizsliszt és víz keveréke, ami csökkenti a rezonancia frekvenciát és igen erőteljes rezonáns basszust eredményez. A művész úgy hangolja be a dobot, hogy az összekötő bőrszálak feszességét állítja be neki megfelelően. Ezt úgy érik el, hogy a szélesebb oldalára állítják a dobot, és nagyon erősen meghúzzák a feszítő szálakat a dob felső, kisebbik ütő felőli oldalán egy nehéz tárgy, például kő segítségével. Fa szegecseket helyeznek el a kő és a mridangam közé tartó eszközként, és mindaddig folytatják ezt a feszítő-tartó folyamatot, amíg el nem érik a kívánt feszességet. A jobb oldali membrán szélét húzva növekszik (a test irányába feszítve a) hangmagasság, míg a másik oldal irányába húzva csökken a hangmagasság. A bőr feszességének mindenhol egyformának kell lenni a kívánt hangmagasság beállításánál azért, hogy tökéletes rezonanciája legyen a dobnak.
A megfelelő hangmagasságot be lehet állítani hangmagasságcső vagy tambura (hangszer) segítségével. A nagyobb oldalt is hasonló elven kell hangolni illetve feszíteni és ezeket az eljárásokat nem kell gyakran megcsinálni. Vegyük figyelembe, hogy a szálak összefűzik mindkét oldalt és a feszesség beállítása az egyik oldalon, a másik oldalra is kihat.

## Testtartás
A mridangamon való játszás közben a dob a földdel párhuzamosan helyezkedik el. A jobbkezes művészek a kisebb membránon a jobb kezükkel játszanak és a bal kezükkel a nagyobb oldalon.
A mridangam a jobb lábon és térden nyugszik, a jobb láb kissé nyújtva, míg a bal láb behajlítva támasztja a dob testét. A balkezes művészek esetében felcserélődnek a lábak és a kezek szerepei.

## Alapok
A kezdők 4 alapütést sajátítanak el (úgy hívják „sollus”): Tha, Thai, Thom, és Nam. Ezek az ütések az ujjakkal és a kéz tenyerével történnek. Van egy másik ritmikus szolfézs bevezető is (ún. „solkattu”), amelyet a száj mimikájával kísérve utánozzák a mridanga hangját. A diákok számára ebben a művészetben ajánlott, hogy mindkét formáját gyakorolják hosszasan ennek a tanulási módszernek, hogy profi és helyes módon játszanak.
Több ütésforma is lesz a gyakorlás előrehaladtával, ahogy a diák egyre képzettebb lesz, amelyeket a dobolás díszítésére használnak. Például a gumki (vagy gamakam) és chaapu. Az ujjak ezen kombinációival történő játékának egy komplex és matematikailag leírható aesztikus és teoritikus hátterét adja. Komplex számításokat (knakku) és ütem-ritmikákat (nadais) kell alkalmazni játék közben.

## Modern használat
Manapság a mridangamot különböző vallási zenekarokban használják. Ezek az előadások egész dél Indiában helyet kapnak és egyre népszerűbbek az egész világon. Mint az alapvető ritmikai kíséretnek (pakkavadyam), a mridangának is kiemelkedő szerepe van, biztosítva és ellenőrzés alatt tartva a többi művészt az időzítés pontosságára tekintettel. Az egyik kiemelkedő, modern, vallásos zenei-ütős, szóló koncert (thani avarthanam), ahol a mridanga művész és mások, mint például kanjira, morsing és ghatam művészek  komplex ritmikus mintázatot alkotnak, amelyben a fináléban a fő művész játszik egyedül, a többiek szépen lassan elhalkulnak és kilépnek.
Az igaz, alázatos kezdetektől, ahol a hangszert arra használják, hogy zenei előadásokon és vallásos fesztiválokon vonuljanak fel, a mridangamot széles körben használják a Hare Krishna mozgalomban. Különösen az utcai éneklés és zengetés alkalmakor.
Ez a dob lett a kiválasztott a régi 1400-as években, amikor a mozgalom alapítója, Chaitanya Mahaprabhu használta e hangszert Bengál utcáin a felvonulásokon.
A modern üvegszálas verziója ennek a dobnak „Balarama Mridangam” néven ismert.

## Khol
A khol egy terrakottából (égetett agyag) készült, két ütőoldallal rendelkező dob, melyet Észak- és Kelet-Indiában használnak a vallásos zene kíséreteként. Vannak apróbb különbségek a khol és a mridangam stílusa között. A khol egyik oldala kisebb. Mindkét oldalát állati bőrrel borítják: a bőrt a kisebbik oldalon szárított pasztával kenik be, így a felület különböző területei különböző hangzást adnak. A hangszeren a tenyerek és az ujjak használatával lehet játszani.